# Хун Кесінь
Хун Кесінь (6 січня 2003 ) — китайська борчиня вільного стилю, бронзова призерка Олімпійських ігор 2024 року.

## Спортивні результати на міжнародних змаганнях

### Виступи на Олімпіадах
| Змагання                    | Збірна | Вагова категорія          | Місце  |
| --------------------------- | ------ | ------------------------- | ------ |
| Літні Олімпійські ігри 2024 | Китай  | жіноча боротьба, до 57 кг | Бронза |

### Виступи на Чемпіонатах світу
| Змагання                        | Збірна | Вагова категорія          | Місце |
| ------------------------------- | ------ | ------------------------- | ----- |
| Чемпіонат світу з боротьби 2023 | КНР    | жіноча боротьба, до 57 кг | 21    |

### Виступи на Азійських іграх
| Змагання           | Збірна | Вагова категорія          | Місце  |
| ------------------ | ------ | ------------------------- | ------ |
| Азійські ігри 2022 | КНР    | жіноча боротьба, до 57 кг | Бронза |

### Виступи на інших змаганнях
| Змагання                                                     | Збірна | Вагова категорія          | Місце  |
| ------------------------------------------------------------ | ------ | ------------------------- | ------ |
| Турнір Каба Уулу Кодомкулу та Раатбека Санатбаєва 2023       | КНР    | жіноча боротьба, до 57 кг | Срібло |
| Меморіал Імре Поляка та Яноша Варги 2023                     | КНР    | жіноча боротьба, до 57 кг | Срібло |
| Відкритий чемпіонат Загреба з боротьби 2024                  | КНР    | жіноча боротьба, до 57 кг | Золото |
| Олімпійський кваліфікаційний турнір з боротьби 2024 (Бішкек) | КНР    | жіноча боротьба, до 57 кг | Золото |
| Меморіал Імре Поляка та Яноша Варги 2024                     | КНР    | жіноча боротьба, до 57 кг | Золото |

### Виступи на змаганнях молодших вікових груп
| Змагання                                    | Збірна | Вагова категорія          | Місце  |
| ------------------------------------------- | ------ | ------------------------- | ------ |
| Чемпіонат Азії з боротьби серед молоді 2023 | КНР    | жіноча боротьба, до 57 кг | Золото |